# 宇部市警察
宇部市警察（うべしけいさつ）は、かつて存在した山口県宇部市の自治体警察。
1948年（昭和23年）3月7日に、従来の山口県警察部が解体され宇部市警察署が設置された。
1954年（昭和29年）に新警察法が公布された。これにより国家地方警察と自治体警察が廃止され、新たに都道府県警察として山口県警察本部が発足。宇部市警察も山口県警察に統合され、姿を消した。

## 警察署
- 宇部市警察署